# Sachsenstraße (Düren)

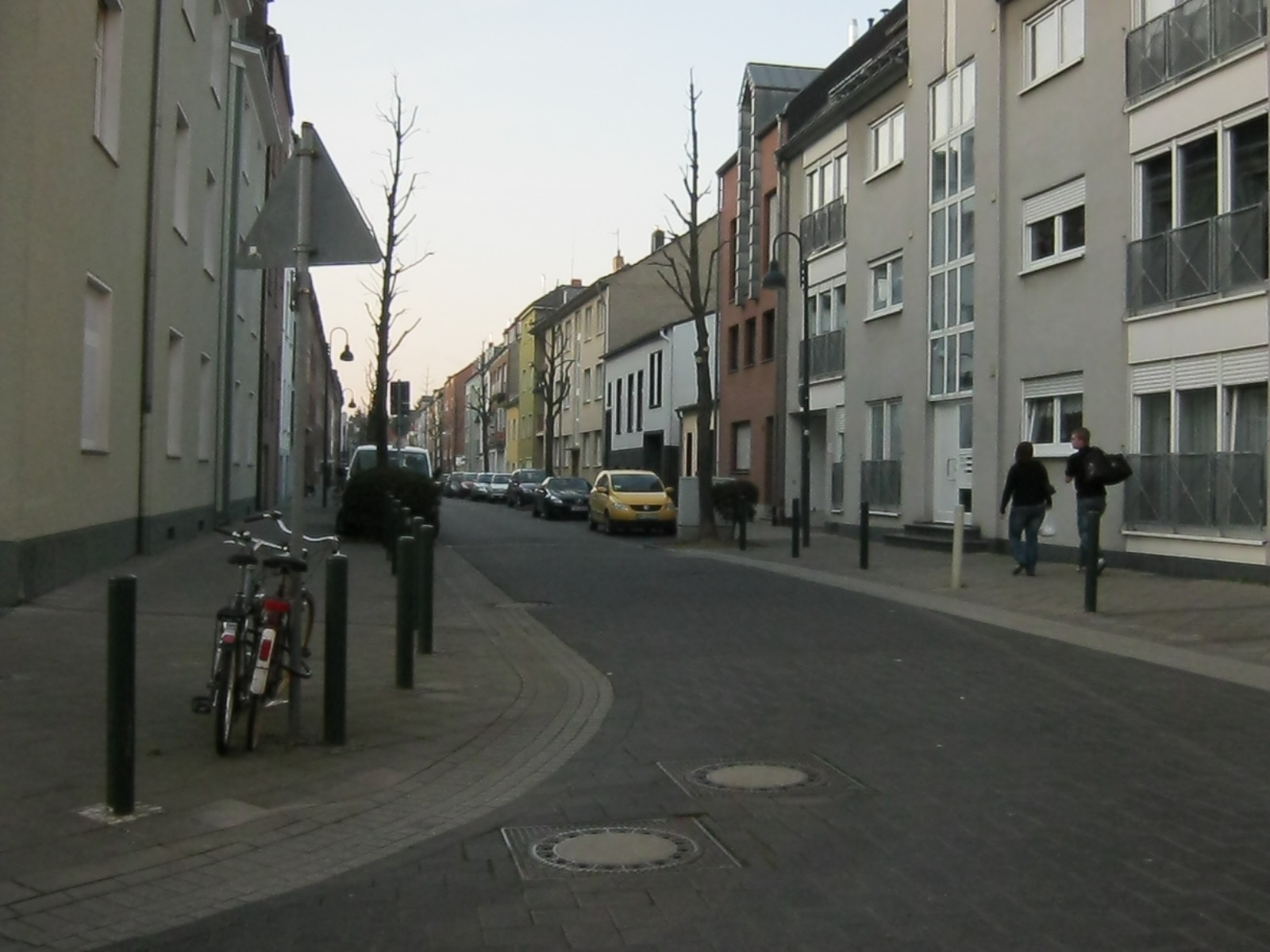

Die Sachsenstraße in der Kreisstadt Düren (Nordrhein-Westfalen) ist eine Innerortsstraße. Sie beginnt an der Oststraße und endet am Chlodwigplatz.

## Geschichte
Die Sachsenstraße war früher ein Teil des Eschpfades. Am 5. Juni 1888 wurde für den Teil des Eschpfades zwischen Oststraße und Bonner Straße (heute Frankenstraße) der Name Eintrachtstraße beschlossen. Diesen Namen behielt die Straße bis zum 6. September 1973, als durch die kommunale Neugliederung viele Straßenumbenennungen erforderlich wurden.